# 適園社區
適園社區隸屬於中國浙江省湖州市南潯鎮，位於南潯鎮中心地帶，東起南西街，西至嘉業路河東，南以適園路為界，北至泰安路。區域面積52平方公里，現有常住居民3120戶，9120人。分64個居民小組。社區居委會位於南潯鎮康寧路42號。

## 外部連結
- 湖州市南潯鎮適園社區[永久]